# Куддалор (округ)
Куддалор (англ. Cuddalore) — округ в индийском штате Тамилнад. Образован 30 сентября 1993 года в результате разделения округа Южный Аркот на два самостоятельных округа — Куддалор и Виллупурам. Административный центр — город Куддалор. Площадь округа — 3645 км².

## География
Расположен в восточной части штата. Граничит с округами Виллупурам (на севере), Нагапаттинам (на юго-востоке) и Перамбалур (на юго-западе). На востоке омывается водами Бенгальского залива.
В административном отношении подразделяется на 7 талуков.

## Население
По данным переписи 2011 года население округа составляет 2 600 880 человек. Плотность населения — около 702 чел/км². Уровень роста населения в период с 2001 по 2011 годы составил 13,8 %. Гендерный состав: 984 женщины на 1000 мужчин. Уровень грамотности — 79,04 %.
По данным прошлой переписи 2001 года население округа насчитывало 2 285 395 человек. Уровень грамотности был 71,85 %; городское население составляло 33,01 %.

## Экономика
- ТЭС Нейвели